# Jcode.pl
jcode.plとは、日本語の文字符号化方式であるShift_JIS、EUC-JP、ISO-2022-JP（俗にJISもしくはJISコードとも称する）で記述された、日本語符号による文字列の相互変換を行うPerl記述のライブラリ。作者は歌代和正。

## 入手
jcode.plは#外部リンクで挙げた作者サイトより入手できる。

## 派生
jcode.plは『jcode.plオリジナルと偽らない』ことを条件に再配布並びに改造を許可している。著名な派生に小飼弾開発のJcode.pm（この場合の先頭Jは大文字）がある。言語は同じくPerl。主な変更点は次に挙げる通り：
- 記述をライブラリ (.pl) からモジュール (.pm) に変更
- 相互変換可能な文字符号候補としてUTF-8を追加

このライブラリ開発で用いた技術は、後に小飼が一スタッフとして参加した、世界中の文字符号を相互変換することを目的とするEncode Module (Encode.pm) に組み込まれた。
もうひとつの派生として稲葉準開発のSjisソフトウェアがある。言語は同じくPerl。主な特徴は次の通り：
- 記述をライブラリ (.pl) からモジュール (.pm) に変更
- 最新のPerlインタプリタをJPerlとして使うことができる
- シフトJISを変換せずそのまま扱うため、UTF8フラグが不要

このソフトウェア開発で用いられた技術は、
GB18030,
GBK,
Big5Plus,
Big5HKSCS,
UHC,
EUCJP,
UTF2,
HP15,
INFORMIXV6ALS,
OldUTF8
Latin1,
Latin2,
Latin3,
Latin4,
Latin5,
Latin6,
Latin7,
Latin8,
Latin9,
Latin10,
Cyrillic,
Greek,
Windows1252,
KOI8R,
KOI8U,
USASCII,
などの各種ソフトウェアに応用された。なお UTF2ソフトウェアは UTF-2 を扱うソフトウェアで、これは現在では UTF-8 と呼ばれている 符号化方式である。
さらにもうひとつの派生としてjacode.plがある。言語は同じくPerl。主な特徴は次の通り：
- jcode.plの上位互換ライブラリ
- Perl4で記述されている
- 半角カナをサポートしている
- （このライブラリ単体で）UTF-8をサポートしている
- &jcode'convert が自前で対応していない変換は Encode::from_to が呼び出されて変換される
- UTF8フラグの存在はこのライブラリによって隠蔽されている
- 過去のスクリプトやノウハウを利用できる

参考 [Tokyo.pm] Forward: 5.7.3 is out
http://mail.pm.org/pipermail/tokyo-pm/2002-March/001319.html
さらにもうひとつの派生としてjacode4e.plがある。言語は同じくPerl。主な特徴は次の通り： 
- jacode.pl風であり、Perl5で記述されている
- メインフレーム、エンタープライズサーバーの文字コード(CP00930,JEF,KEIS,JIPS)をサポートしている
- （Shift_JISではなく）CP932を拡張したCP932X（CP932カイ）をサポートしている
- CP932Xは、JIS第3水準、第4水準をカバーし、かつ、これまでに利用している外字はそのまま利用できる
- これまでのCP932をもとにした通信設備、データ格納システムはそのまま利用できる
- これまでのCP932をもとにしたアプリケーションプログラムは、ほぼそのまま利用できると期待される

参考 meta::cpan
https://metacpan.org/release/Jacode4e